# 普利茅斯 (麻薩諸塞州普查規定居民點)
普利茅斯（英語：Plymouth）是位於美國麻薩諸塞州普利茅斯縣的一個普查規定居民點。

## 人口
根據2020年美國人口普查的數據，普利茅斯的面積為10.06平方千米，當中陸地面積為5.80平方千米，而水域面積為4.26平方千米。當地共有人口7667人，而人口密度為每平方千米762.13人。